# Luciano Pereyra
Pour les articles homonymes, voir Pereyra.
Luciano Ariel Pereyra né à Luján, Buenos-Aires, le 21 septembre 1981) est un chanteur argentin.

## Biographie
En 1984, alors qu'il était âgé de trois ans, ses parents remarquent son talent et lui offrent une guitare pour Noël
L'année suivante il participe à une compétition, dans le programme de chaîne de télévision ATC, désormais Canal 7 Argentine. 
À l'âge de 9 ans il participe à  Festilindo, arrivant en finale, puis au programme Xuxa, interprétant la chanson de León Gieco Sólo le pido a Dios. Il interprète cette chanson en 2000 devant le Pape Jean-Paul II au Vatican, représentant les Latino-américains lors de la célébration du Jubilé. 

## Sa musique
Luciano Pereyra enregistre en 1998 son premier disque intitulé Amaneciendo, mélange de sons de samba, de carnaval, valse, et ballades. 
Son premier succès est Soy un inconsciente, vendu à environ 260 000 exemplaires et quatre fois disque de platine.  En mars 2000, il enregistre son deuxième album, Recordándote avec le morceau Solo le pido a Dios. Le disque est resté pendant trois semaines consécutives à la première place au classement national. 
En 2001, il a été choisi pour chanter l' Hymne national argentin, en hommage à Diego Armando Maradona. 
En juin 2002 il publie son troisième CD intitulé Soy tuyo, avec des styles boléro et tango.  
Depuis, Luciano Pereyra est actif par ses tournées et ses publications discographiques. 

## Discographie
- 1998: Amaneciendo
- 2000: Recordándote
- 2002: Soy tuyo
- 2005: Serie de Oro
- 2004: Luciano
- 2006: Dispuesto a amarte
- 2009: 10 años junto a vos CD + DVD
- 2010: Volverte a ver
- 2012: Con alma de pueblo
- 2015: Tu mano

## La télévision
| Année | Programme     | Rôle            | Canal    | Notes                                                                                 |
| ----- | ------------- | --------------- | -------- | ------------------------------------------------------------------------------------- |
| 2015  | Esperanza Mía | Le Père Joaquín | El Trece | Avec Lali Espósito, Mariano Martinez, Jimena Baron, Pedro Alfonso y Ana Maria Picchio |

## Prix
(septembre 2016).
Le contenu est difficilement compréhensible vu les erreurs de traduction, qui sont peut-être dues à l'utilisation d'un logiciel de traduction automatique.
| 1999 | Le Festival national de la Doma y el Folklore de Jesús María (Consécration |                                                      | Gagnant     |             |             |             |             |
| 1999 | Le Festival de Baradero (Apocalypse)                                       |                                                      | Gagnant     |             |             |             |             |
| 2000 | Le Festival de Cosquín (Consécration)                                      |                                                      | Gagnant     |             |             |             |             |
| 2011 | Prix Quiero 2011                                                           | Vidéo de sexe masculin artiste (Si moi pudieras ver) | Candidature | Candidature | Candidature | Candidature | Candidature |
| 2011 | Prix Quiero 2011                                                           |                                                      | Candidature |             |             |             |             |